# تاکاکی توموزاوا
تاکاکی توموزاوا (انگلیسی: Takaki Tomozawa؛ زادهٔ ۶ مارس ۱۹۹۳) بازیکن فوتبال اهل ژاپن است.